# Avcılar
Avcılar Isztambul egyik szemtje (kerülete), Küçükçekmecétől nyugatra, a város európai oldalán. A kerület az 1980-as évekig önálló kistelepülés volt, az Anatóliából ide érkező, Isztambulban munkát kereső tömegek igényeinek kielégítésére rengeteg új lakóház épült, és a település lassan beleolvadt a nagyvárosba. A kerület népszerű lakóhely, a központi, Boszporuszra néző lakások ára igen magas. Itt található az Isztambul Egyetem mérnöki karának új kampusza. A terület földrengésveszélyes zónában fekszik, az 1999-es nagy földrengés óriási károkat okozott a kerületben.
A kerület lakosságának száma 2008 márciusában 323 596 fő volt, ami a kerületek átszervezésével 322 096-ra csökkent.